# Dazaifu
Dazaifu è una città giapponese della prefettura di Fukuoka. Tra le attrattive si pone in evidenza il tempio Kanzeonji costruito nel 746 d.C. Vi è custodita la campana più antica del Giappone, del VII secolo d.C..